# Ту-126

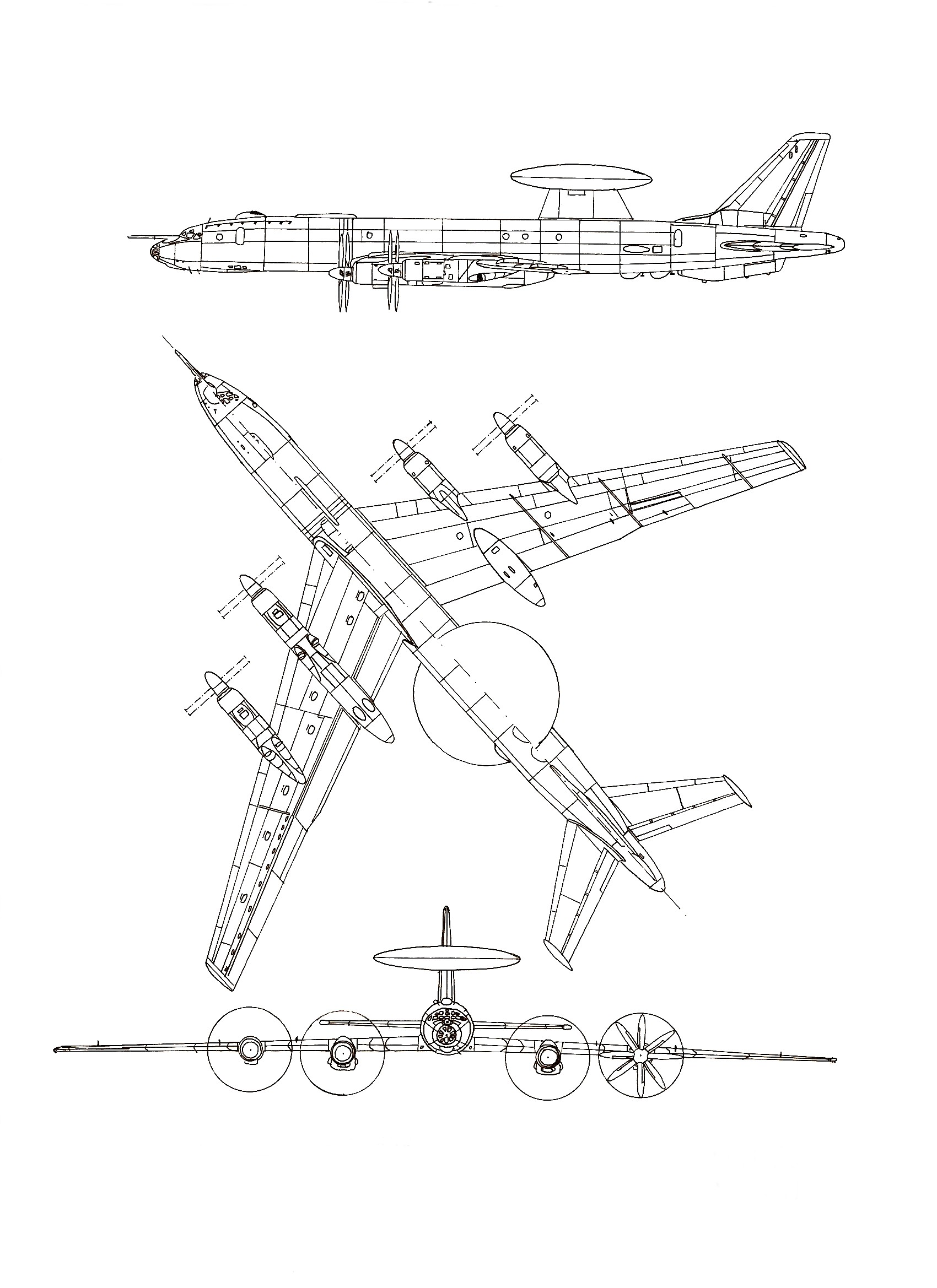
Ту-126

Ту-126 (виріб «Л» (Ліана), за кодифікацією НАТО: «Moss») — літак радіолокаційного стеження і виявлення повітряних та морських цілей. Створений на базі пасажирського лайнера Ту-114. Обладнаний радіолокаційним комплексом «Ліана».

## Історія створення
У середині XX століття загроза ядерного нападу на СРСР була більш ніж реальна, на думку ЦК КПРС. Найбільшу небезпеку подавала операція "Хромований купол" - стратегічні бомбардувальники США з ядерною зброєю на борту, які завжди в певному числі знаходилися у повітрі. Оскільки найнебезпечнішим був північний напрямок, а будівництво мережі РЛС в умовах Крайньої Півночі вимагало великих витрат, було прийнято рішення про розробку та створенні авіаційного комплексу раннього радіолокаційного виявлення. 4 липня 1958 року вийшла Постанова Ради Міністрів СРСР № 608-293. Провідним конструкторським бюро по темі був колектив А. М. Туполева.
Спочатку пророблявся варіант літака на базі Ту-95. Два роки велася дослідницька робота та до 1960 року було прийнято рішення не використовувати як базовий стратегічний бомбардувальник. Набагато краще для розміщення великої кількості апаратури та численного екіпажу підходив пасажирський лайнер Ту-114. Постановою РМ СРСР № 567-230 від 30 травня 1960 року визначався розробник літака — КБ А. М. Туполєва, розробник комплексу «Ліана» — НДІ-17 і виробник — завод № 18 в м. Куйбишеві. Безпосередньо розробкою літака займалася філія Туполєвського КБ на заводі № 18, керував роботами конструктор О. І. Путілов.
Перший Ту-126 був побудований восени 1961 року. Випробування тривали до осені 1964 року, а квітні 1965 року літак був прийнятий на озброєння. Серійне виробництво тривало до 1968 року, побудовано 9 машин. Всі вони надійшли на озброєння в Шяуляй, Литва. Експлуатація тривала до 1980-х років, поки не поступив на озброєння літак А-50. Радіолокаційний комплекс «Джміль» літака А-50 відпрацьовувався на одному з переобладнаних Ту-126.

## Особливості конструкції
У літаку повністю перекомпонована пасажирська кабіна. Всю передню і середню частину займають пульти з робочими місцями радіотехнічного екіпажу, в задній частині розміщувалися блоки РЛС, систем радіотехнічної розвідки і зв'язку. Грибоподібна антена оглядового радіолокатора «Ліана» встановлювалася в обтічнику на пілоні над фюзеляжем. Радіопрозорий 11-метровий обтічник обертався в польоті разом з розташованою всередині антеною зі швидкістю 10 об/хв.
У носовій частині фюзеляжу знаходилася штанга паливоприймача повітряної заправки «шланг-конус». Внизу кабіни розташовувався великий повітрозабірник системи охолодження радіоапаратури. Внизу хвостової частини фюзеляжу встановили фальшкіль, для поліпшення шляхової стійкості. Оборонного стрілецького озброєння на літаку не було, на частині машин в кормі встановлювалась апаратура РЕП.
Екіпаж машини складався з двох змін по дванадцять осіб. У складі льотного екіпажу було два штурмани, два пілоти, бортінженер і радист. У складі радіотехнічного екіпажу був командир (офіцер наведення), чотири оператори та інженер. Зважаючи на велику тривалість польоту, до 11 годин без дозаправки, зміни періодично мінялися. Для вільної зміни були обладнані місця для відпочинку.
Літакова апаратура дозволяла виявляти повітряні цілі на відстані 100—350 км та надводні — до 400 км, випромінювання РЛС на відстані до 500—600 км; здійснювати передачу даних на командні пункти ППО та ВМС на відстанях до 2000 км. Літак міг застосовуватися для наведення винищувачів на ціль, в тому числі і дальніх Ту-128С-4.